# Eirik Greibrokk Dolve
Eirik Greibrokk Dolve (né le 5 mai 1995 à Bergen) est un athlète norvégien, spécialiste du saut à la perche.

## Biographie
Son record de 5,31 m date de juillet 2013 à Kuortane. En franchissant 5,30 m à Rieti, il remporte la médaille d'or des Championnats d'Europe juniors le 20 juillet 2013.
En 2014, il se classe neuvième des Championnats du monde juniors avec 5,30 m. Lors des Championnats d'Europe par équipes à Tcheboksary, Dolve porte son record personnel à 5,45 m. Le 3 juillet 2015, à Göteborg, il efface une barre à 5,50 m. 
Le 22 juin 2016 à Prague, Eirik Dolve bat son record de 16 centimètres en effaçant une barre à 5,66 m pour se classer 2e du concours derrière Jan Kudlička (5,83 m, NR). 

### Vie privée
Il est ami depuis plus de dix ans avec la hurdleuse Isabelle Pedersen, les deux athlètes étant tous les deux de la ville de Bergen.

## Palmarès
| Date | Compétition                       | Lieu        | Résultat | Marque |
| ---- | --------------------------------- | ----------- | -------- | ------ |
| 2013 | Championnats d'Europe juniors     | Rieti       | 1er      | 5,30 m |
| 2014 | Championnats du monde juniors     | Eugene      | 9e       | 5,30 m |
| 2015 | Championnats d'Europe par équipes | Tcheboksary | 5e       | 5,45 m |
| 2015 | Championnats d'Europe espoirs     | Tallinn     | 4e       | 5,40 m |
| 2016 | Championnats d'Europe             | Amsterdam   | 24e      | 5,15 m |
| 2017 | Championnats d'Europe par équipes | Vaasa       | 2e       | 5,30 m |
| 2017 | Championnats d'Europe espoirs     | Bydgoszcz   | 11e      | 5,20 m |
| 2018 | Championnats d'Europe             | Berlin      | 17e      | 5,35 m |

## Records
| Épreuve          | Épreuve   | Marque | Lieu   | Date            |
| ---------------- | --------- | ------ | ------ | --------------- |
| Saut à la perche | Plein air | 5,66 m | Prague | 22 juin 2016    |
| Saut à la perche | En salle  | 5,56 m | Tartu  | 24 janvier 2018 |